# Grebenvár
Grebenvár (horvátul: Grebengrad), várrom Horvátországban, a Novi Marofhoz tartozó Madžarevo falu határában.

## Fekvése
Madžarevo falutól 2 kilométerre északnyugatra, az Ivánscsica keleti szélének peremén, egy Veliki Ljubenjaknak nevezett hegycsúcs alatt, egy 502 méteres fennsíkon találhatók.

## Története
Grebenvárat már II. András magyar király 1209 kiadott oklevelében "castrum Greben" alakban említik, mint Gardunnak (Gárdonynak) a Grebeni család ősének a fennhatósága alatti várat. Az oklevél eredetisége azonban vitatott. A várat az az 1277-ben keltezett csereszerződés is megemlíti, mely szerint Gárdony fiai elcserélik egyes birtokaikat egy bizonyos Branić fiainak birtokaival. A Grebeniek egészen 1360-ig voltak a vár és uradalmának birtokosai, amikor I. Lajos király hűtlenség miatt elette tőlük. Ezután királyi birtok volt, majd a Zagorjéval együtt 1445-től a Cillei grófoké lett. A család kihalása után Hunyadi Mátyás más birtokokkal együtt Vitovec János horvát bánnak adta, de utódai hűtlenség miatt elveszítették és Corvin János birtoka lett. Közben a Grebeniek leszármazottai többször próbálták per útján őseik birtokát visszaszerezni, de ez csak időlegesen sikerült. Miután a Grebeniek utolsó leszármazottja Grebeni Hermanfi László (fl. 1430-1490) a Magyar Királyság alnádora 1486 és 1490 között örökbe fogadta vejét Batthyány Boldizsárt, 1491-től a Batthyányak lettek Greben uradalmának törvényes birtokosai. A család 1645-ig volt Grebenvár ura, ekkor Batthyány Erzsébet házassága révén Erdődy György birtoka lett. A várban 1710-ben tűzvész tört ki, mely után tulajdonosai elhagyták és a Novi Marof mellett felépített új kastélyukba költöztek, a vár pedig sorsára hagyva romlásnak indult.

A vár alaprajza

## A vár mai állapota
Méreteit tekintve Grebenvár egyike Horvátország legnagyobb várainak. A vár egy fennsíkon fekszik, amelyet egy mély árok választ el a közeli magaslattól. A várat négy, eltérő szintmagasságon építették fel. A vár legmagasabb pontján egy lakótorony állt. A lakótorony mellett álló falak, egy szabálytalan háromszög formájú területet kerítenek. Itt egy emeletes lakóépület állt, mely alá volt pincézve. A vár központi részét a belsővár falai veszik körül. A lakótoronytól délkeletre, a belsővár délkeleti falába illeszkedő négyszögletes torony található, ebben alakították ki a várkápolnát. Az egyhajós kápolna boltozatát konzolok tartották, melyek féloszlopokon nyugodtak. A belsővár északkeleti oldalán, egy szabálytalan háromszög alakú elővár volt, melynek keleti sarkában félköríves torony, északi sarkában pedig a várkapu található. A belsővárat délnyugatról két másik falgyűrű is oltalmazta. Az első falgyűrű közvetlenül a belsővár falának támaszkodik. A közel téglalap alakú várrész maradványai, a várhegy délnyugati fennsíkját foglalják el. Ennek a területnek az északnyugati sarkában, egy mára félig leomlott, 7 méteres magasságban álló hengeres torony maradványai láthatók. A második fagyűrű, közvetlenül ennek a hengeres toronynak, valamint az első falgyűrű nyugati oldalának támaszkodik. Ennek maradványai egy hosszúkás, szabálytalan trapéz alakú, lekerekített sarkú területet fognak közre.